# Катасонов, Андрей Дмитриевич
Андрей Дмитриевич Катасонов (1913 год — ?) — советский передовик производства, мастер по сложным работам Карабулакской конторы разведочного бурения объединения «Грознефть». Герой Социалистического Труда (1966).

## Биография
В 1932 году окончил Горнопромышленное училище в Грозном. В 1935 году устроился на работу помощником бурильщика в трест «Грознефтеразведка». Потом работал на этом же предприятии бурильщиком и буровым мастером. В 1940 году был призван на срочную службу в армию. Участвовал в Великой Отечественной войне. После демобилизации в 1945 году возвратился на родное предприятие, где продолжил работать буровым мастером. Был назначен начальником участка. В 1959 году был назначен начальником конторы бурения управления «Сунжанефть». Руководил буровыми работами по добыче нефти при разработке нефтяного месторождения в окрестностях Карабулака. Позднее был назначен мастером по сложным работам Карабулакской конторы разведочного управления «Грознефти».
В 1966 году был удостоен звания Героя Социалистического Труда «за выдающиеся заслуги в выполнении заданий семилетнего плана по добыче нефти и достижение высоких технико-экономических показателей в работе».

## Награды
- Герой Социалистического Труда — указом Президиума Верховного Совета СССР от 23 мая 1966 года;
- Орден Ленина